# Dotter
För andra betydelser, se Dotter (olika betydelser).

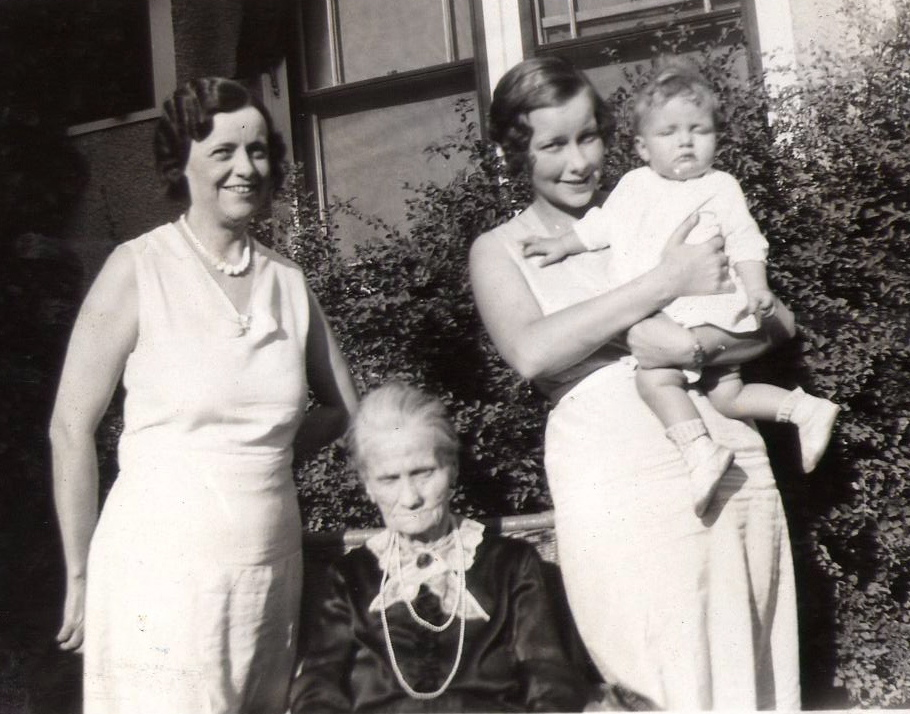
Kvinnor i fyra generationer.

Dotter betecknar vanligen en flickas eller kvinnas relation till sina föräldrar. Det kan också användas för att markera en kvinnlig individs underordnade relation eller beroendeställning i något annat sammanhang. Kristna präster kan exempelvis tilltala yngre kvinnliga församlingsmedlemmar "min dotter".
Pluralformen döttrar förekommer i namnet på ett fåtal svenska familjeföretag, exempelvis Uppvik & döttrar AB.
Ordet dotter används även för att beteckna en beroende- eller ursprungsrelation, exempelvis dotterceller eller dotterbolag.